# PAZ-672

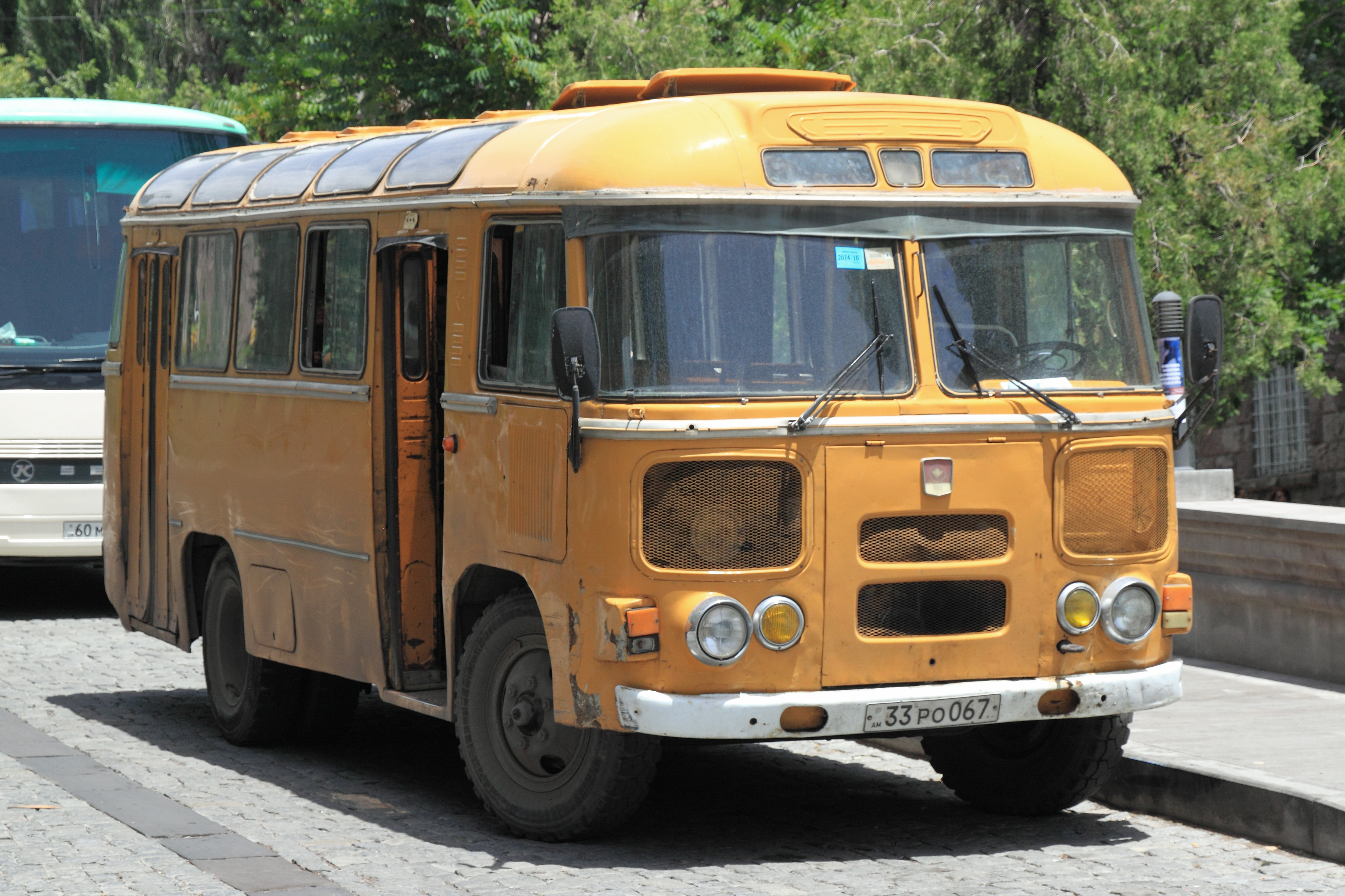
Autobus PAZ-672 w Erywaniu

PAZ-672 – autobus produkowany przez firmę PAZ w latach 1968-1989. Do napędu użyto silnika V8 o pojemności 4,3 l. Moc przenoszona była na oś tylną (4x2) poprzez 4-biegową manualną skrzynię biegów. Pojazd przewozić mógł 23 pasażerów na miejscach siedzących i 22 na miejscach stojących.

## Odmiany
- PAZ-672G - wersja przeznaczona do użytku w terenach górskich, wyposażona we wspomaganie kierownicy, dwa zbiorniki paliwa (po 105 l każdy), pasy bezpieczeństwa oraz wzmocnione hamulce.
- PAZ-672U - wariant przystosowany do użytkowania w klimacie tropikalnym
- PAZ-672S - wersja przystosowana do użytkowania w mroźnych rejonach
- PAZ-3201 - odmiana przeznaczona do użytku w terenach o złej nawierzchni, wyposażona w napęd 4x4 (lata produkcji 1972-1989)
- PAZ-3202S - napęd 4x4, pod mroźne rejony
- PAZ-3742 - wersja dostawcza, napęd 4x2 lub 4x4

## Dane techniczne

### Silnik
- V8 4,25 l, 2 zawory na cylinder, benzynowy
- Układ zasilania: gaźnik
- Średnica cylindra × skok tłoka: b/s
- Stopień sprężania: 6,7:1
- Moc maksymalna: 115 KM przy 3600 obr./min
- Maksymalny moment obrotowy: b/d

### Osiągi
- Prędkość maksymalna: 80 km/h (załadowany)
- Średnie zużycie paliwa: 20,5 l / 100 km (przy 45 km/h)

### Inne
- Prześwit: 280 mm
- Pojemność zbiornika paliwa: 105 l